# Stadio del Parco Misaki
Lo Stadio del Parco Misaki (御崎公園球技場?, Misakikōenkyūgijō), anche chiamato Kōbe Wing Stadium, è un impianto sportivo multifunzione di Kōbe, capoluogo della prefettura giapponese di Hyōgo.
Edificato tra il 1999 e il 2001 sul sito di uno stadio calcistico preesistente, fu utilizzato quale una delle sedi del campionato mondiale di calcio 2002 organizzato da Corea del Sud e Giappone; l'anno seguente, dopo una ristrutturazione e relativo adeguamento della capienza, fu adibito a impianto interno del club calcistico maschile del Vissel Kōbe e, successivamente, a quello femminile dell'INAC Kobe Leonessa, nonché al club rugbistico del Kōbe Steelers.
Più recentemente, è stato sede di incontri della Coppa del Mondo di rugby 2019 organizzata dal Giappone.
Tra il 2007 e il 2013 fu noto come Home's Stadium Kōbe per accordo commerciale con il portale di servizi Home's, e dal 2013 è invece conosciuto come Noevir Stadium Kōbe, dal nome della compagnia di cosmetici Noevir che ne ha acquisito i diritti di naming.
Ha una capacità di circa 30000 posti ed è di proprietà comunale.

## Storia
Nel 1970 sorse sul sito dell'attuale stadio una struttura destinata al calcio (a sua volta costruita su un'ex pista da ciclismo) che, a fine millennio, fu demolita per lasciare spazio a un nuovo impianto che potesse accogliere gare dell'imminente campionato mondiale di calcio 2002 del quale il Giappone fu uno dei Paesi organizzatori.
Lo stadio ha un profilo circolare di circa 200 m di diametro, per un'area complessiva di circa 31500 m²; è privo di pista d'atletica e le tribune sono a una distanza massima di circa 6 m dal terreno di gioco, e il tetto è richiudibile in caso di maltempo.
Durante il mondiale di calcio 2002 ospitò tre incontri, tra cui due della fase a gironi e l'ottavo di finale tra Brasile e Belgio; dopo la competizione la sua capacità, di circa 40000 posti, fu portata a 30000 per il normale esercizio.
Tra le novità tecnologiche che caratterizzavano all'epoca lo stadio, figurava un sistema computerizzato di controllo dell'acqua di irrigazione, dell'ossigenazione e del fertilizzante usato per il prato di gioco.
Lo stadio, che sorge nel parco Misaki nel quartiere Hyōgo di Kōbe, è anche noto come Wing Stadium (Stadio delle Ali) che è anche il nome della società che lo gestisce per conto del comune di Kōbe; nel febbraio 2007 Wing Stadium Co. concluse un accordo triennale di naming con la compagnia Next Co, proprietaria del portale web di servizi immobiliari House's, a seguito nel quale l'impianto assunse il nome commerciale di Home's Stadium Kōbe dal 1º marzo successivo; tale accordo fu poi rinnovato di ulteriori tre anni prima della fine del termine a gennaio 2010.
In previsione della scadenza dell'accordo, a fine 2012 il comune pubblicò un bando pubblico di gara per l'affidamento dei diritti di denominazione, cui rispose la locale compagnia di cosmetici Noevir che, così si aggiudicò i diritti e dal 1º marzo 2013 rinominò l'impianto Noevir Stadium Kōbe.
Nel 2015 Misaki fu scelto tra gli stadi destinati a ospitare incontri della fase a gironi della Coppa del Mondo di rugby 2019; in esso si tennero incontri che videro coinvolte le squadre nazionali di Inghilterra, Scozia, Irlanda e Sudafrica.

## Incontri internazionali di rilievo

### Calcio
| Arbitro: | Peter Prendergast |

|                         |           |  |
| Rivaldo 67’ Ronaldo 87’ | Marcatori |  |

### Rugby a 15
| Arbitro: | Nic Berry |

|                                                                                      |    |              |
| Ford 5’ Vunipola 24’ Cowan-Dickie 32’ Cokanasiga 47’, 75’ McConnochie 57’ Ludlam 66’ | mt | 81’ Campbell |
| Ford 5’, 24’, 57’, 66’, 75’                                                          | tr | 81’ MacGinty |

| Arbitro: | Luke Pearce |

| |    |            |
| de Allende 1’ Nkosi 5’ Reinach 9’, 17’, 10’ Gelant 27’ Steyn 40’ Brits 54’ Willemse 65’ Malherbe 72’ | mt | 45’ Heaton |
| E. Jantjies 1’, 9’, 17’, 20’, 27’, 40’, 54’, 65’                                                     | tr | 45’ Nelson |